# 沁州直隸州
沁州直隸州，中国明清时设置的直隶州。

沁州在山西省的位置（1820年）

明朝万历三十五年（1607年），原属汾州府的沁州直属于山西承宣布政使司。清朝时，沁州的评价：衝，繁。隸山西省冀寧道。領縣二：沁源縣、武鄉縣。1913年，全国废府州厅改县，改为沁县。